# ŠBK Šamorín
ŠBK Šamorín (celým názvem: Šamorínsky basketbalový klub Šamorín) je slovenský ženský basketbalový klub, který sídlí v Šamoríně v Trnavském kraji. Založen byl v roce 1964 pod názvem Telovýchovná jednota Slávia Šamorín. Pod hlavičkou Šamorínského basketbalového klubu působí od roku 1991. Ženský oddíl hraje od sezóny 2010/11 ve slovenské nejvyšší basketbalové soutěži žen. Klubové barvy jsou zelená a bílá.
Své domácí zápasy odehrává v hale Športcentrum Samaria s kapacitou 369 diváků.

## Historické názvy
Zdroj: 
- 1964 – TJ Slávia Šamorín (Telovýchovná jednota Slávia Šamorín)
- 1991 – ŠBK Šamorín (Šamorínsky basketbalový klub Šamorín)
- 1994 – fúze s Slávia Filozof Bratislava ⇒ ŠBK Filozof Šamorín (Šamorínsky basketbalový klub Filozof Šamorín)
- 1997 – ŠBK Sporiteľňa Šamorín (Šamorínsky basketbalový klub Sporiteľňa Šamorín)
- 1998 – ŠBK St. Nicolaus Šamorín (Šamorínsky basketbalový klub St. Nicolaus Šamorín)
- 2000 – ŠBK Šamorín (Šamorínsky basketbalový klub Šamorín)

## Umístění v jednotlivých sezonách
Zdroj: 
Legenda: ZČ - základní část, červené podbarvení - sestup, zelené podbarvení - postup, fialové podbarvení - reorganizace, změna skupiny či soutěže
| Slovensko (1994 – ) |                          |           |                     |           |                             |
| Sezóna              | Název v ročníku          | Úroveň    | Soutěž              | ZČ        | Play-off                    |
| 1994/95             | ŠBK Filozof Šamorín      | 1. úroveň | 1. liga             | 8. místo  | Zápas o 7. místo (prohra)   |
| 1995/96             | ŠBK Filozof Šamorín      | 1. úroveň | 1. liga             | ?. místo  |                             |
| 1996/97             | ŠBK Filozof Šamorín      | 1. úroveň | 1. liga             | ?. místo  |                             |
| 1997/98             | ŠBK Sporiteľňa Šamorín   | 1. úroveň | 1. liga             | 4. místo  | Zápas o 3. místo (prohra)   |
| 1998/99             | ŠBK St. Nicolaus Šamorín | 1. úroveň | 1. liga             | 6. místo  |                             |
| 1999/00             | ŠBK St. Nicolaus Šamorín | 1. úroveň | 1. liga             | 8. místo  | Zápas o 5. místo (prohra)   |
| 2000/01             | ŠBK Šamorín              | 1. úroveň | 1. liga             | 7. místo  | Zápas o 3. místo (prohra)   |
| 2001/02             | ŠBK Šamorín              | 1. úroveň | 1. liga             | 7. místo  | Play-out (4. místo); sestup |
| 2002/03             | ŠBK Šamorín              | 2. úroveň | 2. liga             | ?. místo  | Reorganizace                |
| ...                 |                          |           |                     |           |                             |
| 2005/06             | ŠBK Šamorín              | 2. úroveň | 1. liga – sk. Západ | 2. místo  | Finálová skupina (3. místo) |
| 2006/07             | ŠBK Šamorín              | 2. úroveň | 1. liga             | 11. místo | Sestup                      |
| ...                 |                          |           |                     |           |                             |
| 2008/09             | ŠBK Šamorín              | 2. úroveň | 1. liga – sk. Západ | 5. místo  |                             |
| 2009/10             | ŠBK Šamorín              | 2. úroveň | 1. liga – sk. Západ | 1. místo  | Postup                      |
| 2010/11             | ŠBK Šamorín              | 1. úroveň | Extraliga           | 7. místo  | Čtvrtfinále                 |
| 2011/12             | ŠBK Šamorín              | 1. úroveň | Extraliga           | 3. místo  | Zápas o 3. místo (výhra)    |
| 2012/13             | ŠBK Šamorín              | 1. úroveň | Extraliga           | 3. místo  | Zápas o 3. místo (prohra)   |
| 2013/14             | ŠBK Šamorín              | 1. úroveň | Extraliga           | 4. místo  | Zápas o 3. místo (prohra)   |
| 2014/15             | ŠBK Šamorín              | 1. úroveň | Extraliga           | 5. místo  | Čtvrtfinále                 |
| 2015/16             | ŠBK Šamorín              | 1. úroveň | Extraliga           | 4. místo  | Zápas o 3. místo (prohra)   |
| 2016/17             | ŠBK Šamorín              | 1. úroveň | Extraliga           | 4. místo  | Zápas o 3. místo (prohra)   |
| 2017/18             | ŠBK Šamorín              | 1. úroveň | Extraliga           | 5. místo  | Zápas o 3. místo (prohra)   |
| 2018/19             | ŠBK Šamorín              | 1. úroveň | Extraliga           |           |                             |

## Účast v mezinárodních pohárech
Zdroj: 
| Výkonnostní úrovně                                                              |
| superpohár – Superpohár v basketbalu žen                                        |
| 1. výkonnostní úroveň – Pohár mistrů evropských zemí, Euroliga v basketbalu žen |
| 2. výkonnostní úroveň – Pohár Ronchettiové, EuroCup v basketbalu žen            |

Legenda: EL - Euroliga v basketbalu žen, PMEZ - Pohár mistrů evropských zemí, EC - EuroCup v basketbalu žen, SP - Superpohár v basketbalu žen, PR - Pohár Ronchettiové
- PR 1998/99 – Šestnáctifinále